# Herdenkingsmunten 10 jaar EMU
Op 12 november 2007 maakte de Luxemburgse premier Jean-Claude Juncker op een persconferentie bekend dat er in 2009 een tweede gemeenschappelijke €2-herdenkingsmunt werd uitgegeven. De munt werd door alle EU-eurolanden uitgegeven, met voor ieder land de eigen nationale zijde. Monaco, San Marino en Vaticaanstad deden bij deze uitgifte niet mee aan de gemeenschappelijke 2 euromunt.
De 2 euroherdenkingsmunt werd symbolisch op 1 januari 2009 uitgegeven ter gelegenheid van het 10-jarig jubileum van de EMU (Economische en Monetaire Unie). Deze datum viel tezamen met de invoering van de girale euro. Op 31 december 1998 werden de onderlinge wisselkoersen tussen de euro en de valuta van de toen elf deelnemende landen definitief vastgelegd. Sinds 1 januari 1999 is de (girale) euro een officieel feit. Vanaf die datum waren de nationale bankbiljetten en munten van de EU-landen, die de euro als betaalmiddel hadden aanvaard, nog slechts verschijningsvormen van de euro. Op 1 januari 2001 voegde Griekenland zich als twaalfde EU-land daarbij.
Op 1 januari 2002 zijn de euromunten en eurobiljetten in omloop gebracht en werd de euro het wettige betaalmiddel in twaalf EU-landen. Op 1 januari 2007 volgde Slovenië en op 1 januari 2008 hebben ook Cyprus en Malta de euro ingevoerd en werden daarmee respectievelijk het veertiende en vijftiende EU-land in de eurozone. Daarnaast maken ook de drie ministaatjes Monaco, San Marino en Vaticaanstad deel uit van de eurozone; ze zijn weliswaar geen lid van de Europese Unie, maar hebben wel het recht om eigen euromunten uit te brengen.
Op 1 januari 2009 is ook Slowakije toegetreden tot de eurozone en is daarmee het zestiende EU-land dat de euro uitgeeft. Slowakije heeft ook meegedaan aan de gemeenschappelijke uitgifte ter ere van 10 jaar Euro.

## Ontwerp van de munt
Op basis van de uitslag van een wedstrijd tussen alle munthuizen van het eurogebied hebben de muntmeesters 5 ontwerpen gepreselecteerd. Het winnende ontwerp kon door de burgers en inwoners van de EU worden gekozen via stemming op een speciaal daartoe opgezette website. Tussen 31 januari en 22 februari 2008 kon er worden gestemd op een ontwerp. Het winnende ontwerp is van de hand van George Stamatopoulos. Er werden voor dit ontwerp 41.48 % stemmen uitgebracht op een totaal van 114.955 stemmen.
De munt toont een primitief getekend figuurtje dat in het €-teken overgaat. De munt wil uitdrukking geven aan de idee dat een enkele munt en, bij uitbreiding, de Economische en Monetaire Unie (EMU) het sluitstuk is in de lange geschiedenis van de handel en economische integratie in Europa. De munt, die door elk land van het eurogebied zal worden uitgegeven, draagt de naam van het land en het opschrift ‘EMU 1999-2009’ in de desbetreffende taal of talen. De 12 sterren van de Europese Unie staan langs de buitenrand.

## Overzicht deelnemende landen
| Afbeelding | Land                 | Opschrift                                 | Oplage     |
| ---------- | -------------------- | ----------------------------------------- | ---------- |
|            | Eurolanden van de EU | ISSUING COUNTRY, EMU 1999-2009            | 82.484.623 |
|            | België               | BELGIQUE-BELGIE-BELGIEN, EMU 1999-2009    | 5.012.000  |
|            | Cyprus               | ΚΥΠΡΟΣ KIBRIS, ONE, 1999-2009             | 1.000.000  |
|            | Duitsland            | BUNDESREPUBLIK DEUTSCHLAND, WWU 1999-2009 | 30.565.630 |
|            | Finland              | SUOMI FINLAND 2009, EMU 1999-2009         | 1.400.000  |
|            | Frankrijk            | RÉPUBLIQUE FRANÇAISE, UEM 1999-2009       | 10.074.085 |
|            | Griekenland          | ΕΛΛΗΝΙΚΗ ΔΗΜΟΚΡΑΤΙΑ, ONE 1999-2009        | 4.000.000  |
|            | Ierland              | EIRE, AEA 1999-2009 EMU                   | 3.812.908  |
|            | Italië               | REPUBBLICA ITALIANA, UEM 1999-2009        | 2.000.500  |
|            | Luxemburg            | LËTZEBUERG, UEM 1999-2009                 | 825.000    |
|            | Malta                | MALTA, UEM 1999-2009                      | 700.000    |
|            | Nederland            | NEDERLAND, EMU 1999-2009                  | 5.309.500  |
|            | Oostenrijk           | REPUBLIK ÖSTERREICH, WWU 1999-2009        | 5.000.000  |
|            | Portugal             | PORTUGAL, UEM 1999-2009                   | 1.285.000  |
|            | Slovenië             | SLOVENIJA, EMU 1999-2009                  | 1.000.000  |
|            | Slowakije            | SLOVENSKO, HMÚ 1999-2009                  | 2.500.000  |
|            | Spanje               | ESPAÑA, UEM 1999-2009                     | 8.000.000  |